# William Wallace
Sir William Wallace van Ellerslie (Elderslie bij Paisley (Schotland)), circa 1272 – Londen, 23 augustus 1305) was een Schotse patriot, die zijn land leidde tegen de Engelse bezetting en tegen koning Eduard I van Engeland tijdens de Eerste Schotse Onafhankelijkheidsoorlog.

## Levensloop
William Wallace was een lid van een lage adellijke familie, maar weinig is bekend van de achtergrond van zijn familie. Het 15e-eeuwse gedicht van Blind Harry benoemt zijn vader als Sir Malcolm of Elderslie. Williams eigen zegel werd echter teruggevonden in de archieven van de Hanzestad Lübeck, daterend uit 1297 en daar wordt zijn vaders naam genoemd als Alan Wallace. Deze Alan Wallace kan dezelfde naam zijn die genoemd wordt in de uit 1296 stammende Ragman Rolls; daar komt hij voor als koninklijk gezant in Ayrshire, maar verdere gegevens ontbreken. Blind Harry's woorden, dat William de zoon was van Malcolm of Elderslie, hebben gesuggereerd dat de geboorteplaats van William Elderslie Renfrewshire is. Er is verder geen bewijs gevonden dat hem met een andere geboorteplek linkt, al worden twee locaties verbonden met de Wallace-clan. Geschriften die gevonden zijn van eerdere Wallace-afstammelingen noemen bezittingen in Riccarton, Tarbolton en Auchincruive in Kyle en Stenton in Haddingtonshire. Ze waren meestal vazallen van James Stewart (High Steward van Schotland), omdat hun landen onder zijn gezag vielen. Broers van William als Malcolm en John komen in andere bronnen voor.
Toen Wallace opgroeide, was Alexander III van Schotland heerser van het land. Zijn regeerperiode kende een rustige en economische stabiliteit. Op 19 maart 1286 overleed Alexander III echter, na een val van zijn paard. De opvolger voor de troon was Alexanders kleindochter Margaretha, jonkvrouw van Noorwegen. Ze was echter nog te jong en verbleef in Noorwegen om dat land te leiden, waarna de Schotse adel een bestuur van 'beschermheren' oprichtte. Margaretha werd ziek op haar reis naar Schotland en overleed op Orkney op 26 september 1290. Het gebrek aan erfopvolging leidde tot een periode van onrust onder de bevolking, waardoor verschillende adellijke families de troon van Schotland opeisten. Ook graaf Floris V van Holland wilde koning van Schotland worden. Schotland dreigde in een burgeroorlog te raken, waarna de Schotse adel de koning Eduard I van Engeland uitnodigde in Berwick-Upon-Tweed voor bemiddeling. Voordat de bemiddeling kon beginnen, eiste Edward I als 'hoofdleenheer van Schotland' erkend te worden. In het begin van november 1292 werd door een meerderheid van de adel besloten dat John Balliol de sterkste claim op het koningschap leek te hebben. Edward I begon echter de adel van Schotland dwars te zitten en nodigde John Balliol uit aan het Engelse hof om hem, de koning, te erkennen als zijn heerser. John bleek een zwakke Schotse koning te zijn en erkende Edward in maart 1296 als zijn heerser; vervolgens liet Edward de grensstad Berwick-upon-Tweed plunderen en moest John Balliol aftreden.
De eerste beschreven actie van Wallace na het aftreden van John Balliol was de moord op William Heselrig, de Engelse hofgezant in Lanark in mei 1297. Hij sloot zich daarna aan bij William the Hardy, heer van Douglas en legde zich op plunderingen rond en in Scone. Dit was een onderdeel van vele rebelse acties binnen Schotland, inclusief die van andere adellijke heren in het noorden van Schotland zoals Andrew Moray. De opstand leek te stoppen toen de hoge Schotse adel zich onderwierp aan de Engelsen in Irvine in juli. Wallace en Moray waren hier echter niet bij betrokken en gingen door met hun opstand. Wallace gebruikte het bos van Ettrik als uitvalsbasis voor plunderingen en viel onder andere het paleis van bisschop Wishart aan in Ancrum. Wallace verenigde zijn strijdkrachten met die van Moray en samen begonnen ze het beleg van Dundee in het begin van september.

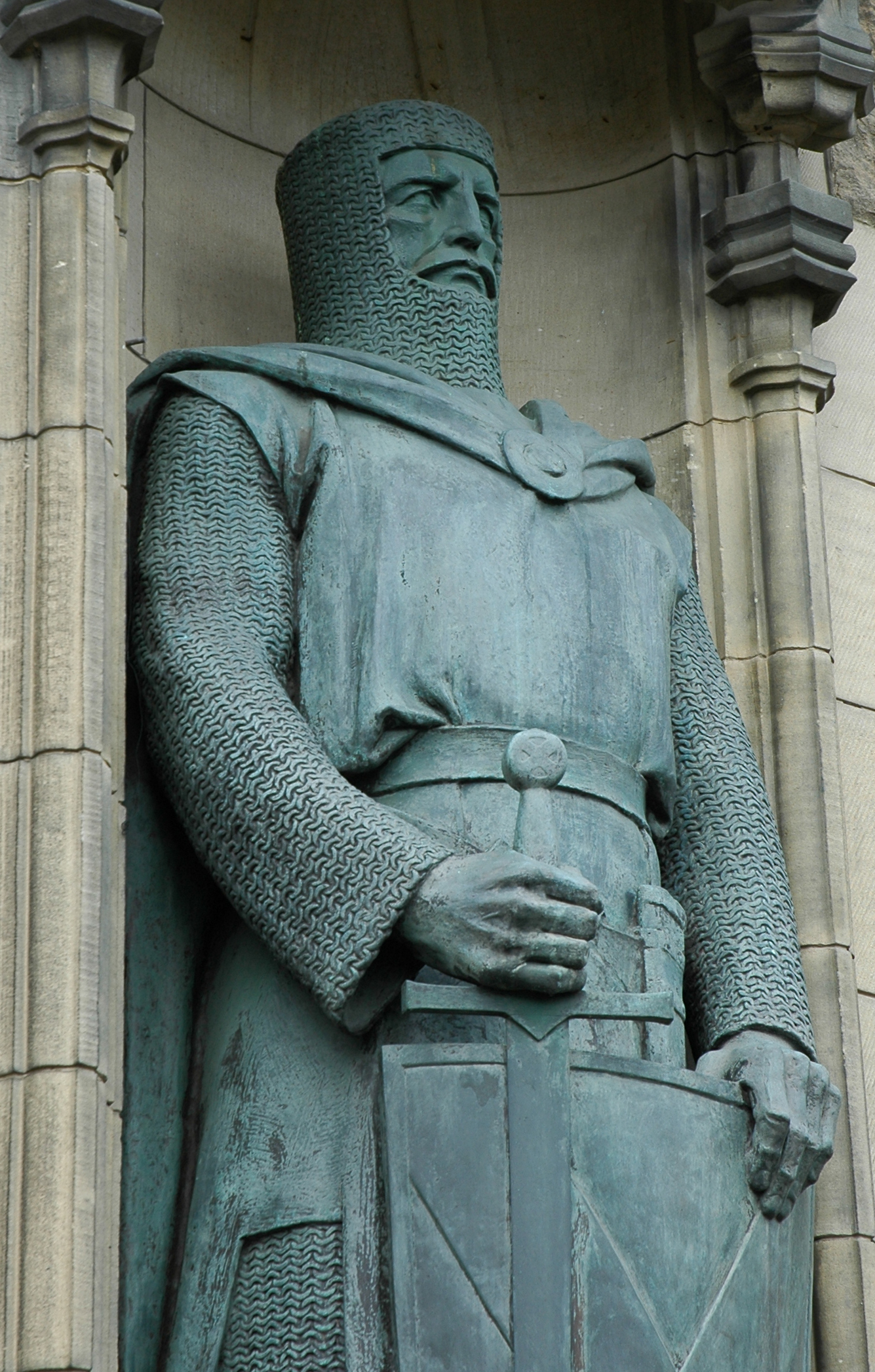
Beeld van William Wallace bij de ingang naar Kasteel Edinburgh

Op 11 september 1297 vond de Slag bij Stirling Bridge plaats. Wallace en Andrew Morray sloten zich met hun mannen bij een klein Schots leger aan en behaalden onverwachts de overwinning op de Engelse overmacht onder leiding van John de Warenne en Hugh de Cressingham. Rond november hield Wallace plundertochten in Noord-Engeland, onder andere in Northumberland en Cumberland. Wallace werd kort daarna tot ridder geslagen en kreeg de titel beschermheer van Schotland. In april 1298 besloot Edward I van Engeland tot een nieuwe Schotse invasie. Zijn leger plunderde Lothian en kreeg diverse kastelen in bezit, maar Wallace werd niet gevangen. Op 22 juli 1298 kwam het tot de Slag bij Falkirk: Wallace werd deze keer verslagen door Edward I van Engeland, maar hij wist te ontsnappen. Rond september gaf Wallace zijn titel beschermheer van Schotland op en namen Robert de Bruce, de graaf van Carrick en de toekomstige koning van Schotland en John III Comyn, de neef van John Balliol, zijn functie over. Wat er tussen september 1298 en begin 1305 verder met Wallace gebeurd is, blijft vaag en er zijn slechts speculaties over zijn verdere acties.

## Gevangenschap & dood

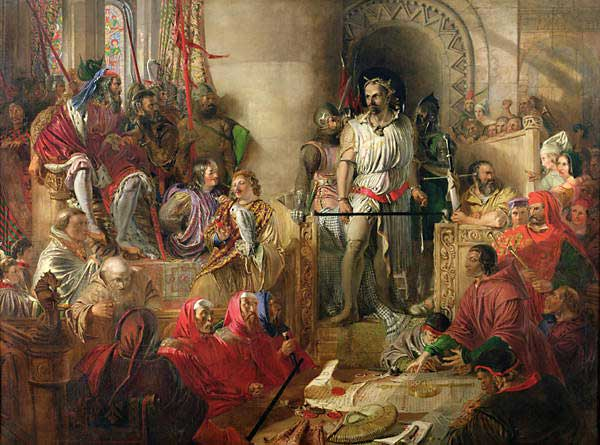
Het proces van William Wallace te Westminster

Op 5 augustus 1305 werd hij door een aan de Engelse koning loyale Schotse ridder uitgeleverd. Hij werd veroordeeld voor hoogverraad en de executie van burgers en gevangenen. Wallace zei daarop: "Ik kan geen verrader van Eduard zijn, want ik was nooit zijn onderdaan". Wallace was namelijk nog altijd trouw aan John Balliol (koning van Schotland), hoewel deze door de Engelsen gedwongen was af te treden en in Frankrijk in ballingschap was.
Op 23 augustus 1305 werd Wallace in Londen ter dood veroordeeld door hangen, trekken en vierendelen. Hij werd naar zijn plaats van terechtstelling in Smithfield gesleept terwijl burgers hem bespotten, bespuwden en bekogelden. Hij werd opgehangen en vlak voor het intreden van de dood omlaag gehaald. Daarna werd hij gecastreerd, opengesneden en ontdaan van zijn ingewanden, die met zijn geslachtsorgaan voor zijn ogen verbrand werden. Daarna werd het hart uit het lichaam gehaald. Tot slot werd hij onthoofd en gevierendeeld. Zijn hoofd werd op de London Bridge tentoongesteld en zijn kwartieren te Newcastle upon Tyne, Berwick-upon-Tweed, Stirling en Perth.

## In fictie
In de film Braveheart (1995), over de brute onafhankelijkheidsstrijd van de Schotten in de 13e eeuw tegen de Engelsen, vertolkt Mel Gibson de rol van William Wallace. Hij regisseerde en produceerde tevens deze film. De film is een geromantiseerde versie van het gedicht The Acts and Deeds of Sir William Wallace, Knight of Elderslie, geschreven door de 15e-eeuwse minstreel Blind Harry. Dit gedicht was weer gebaseerd op het levensverhaal van William Wallace. Sir William Wallace was niet zoals in de film wordt beweerd een soort boer van lage komaf. Hij was wel degelijk van adel.